# Achar (krater marsjański)
Achar – małej wielkości krater uderzeniowy na Marsie o średnicy 5,36 km. Znajduje się na półkuli północnej, niedaleko kraterów Naju i Keul'. Na wschód od krateru Achar znajduje się miejsce lądowania bezzałogowej sondy Viking 2. W 1979 roku nazwany na cześć urugwajskiego miasta Achar.